# جون بناريتوس
جون بناريتوس (باليونانية: Γιάννης Πανάρετος)‏ هو رياضياتي واقتصادي وإحصائي وسياسي يوناني، ولد في 23 فبراير 1948 في اليونان. انتخب Deputy Minister of Education ‏ Cabinet of George Papandreou ‏ (7 أكتوبر 2009 – 17 يونيو 2011).

## وصلات خارجية
- الموقع الرسمي